# Réunionstare
Réunionstare (Fregilupus varius) är en utdöd fågel i familjen starar inom ordningen tättingar. Den placeras som enda art i släktet Fregilupus. Den förekom tidigare på Réunion men är försvunnen och rapporterades senast 1860. IUCN kategoriserar arten som utdöd.

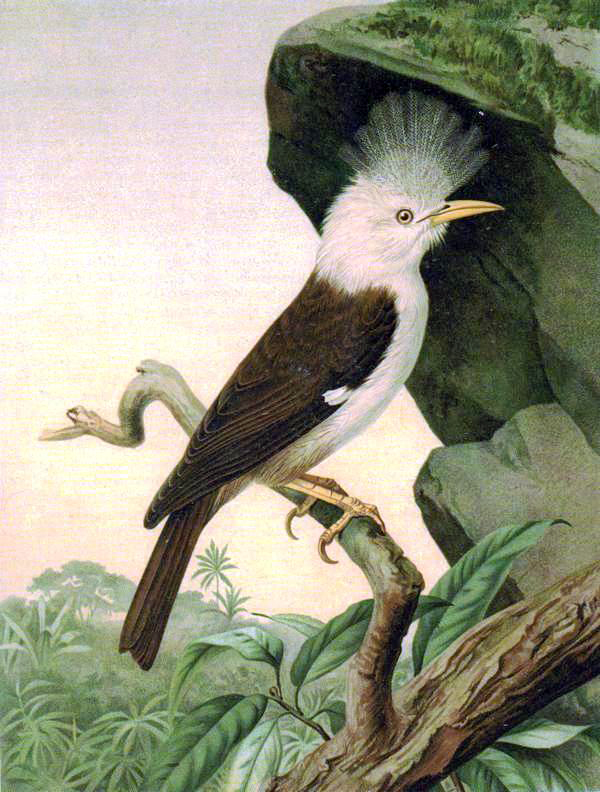
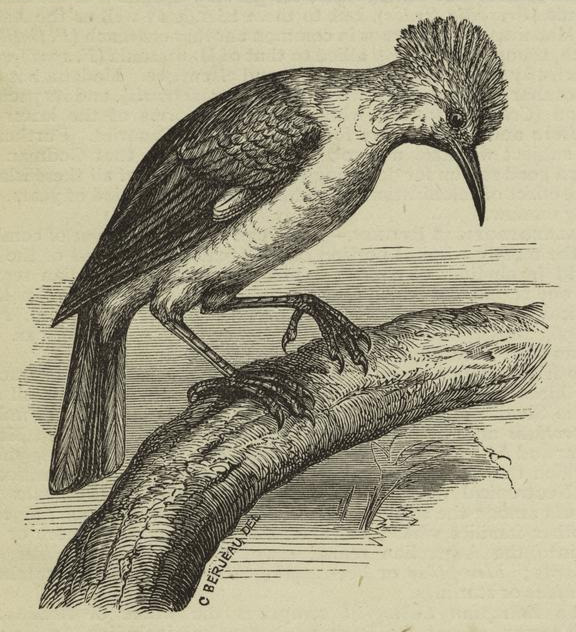
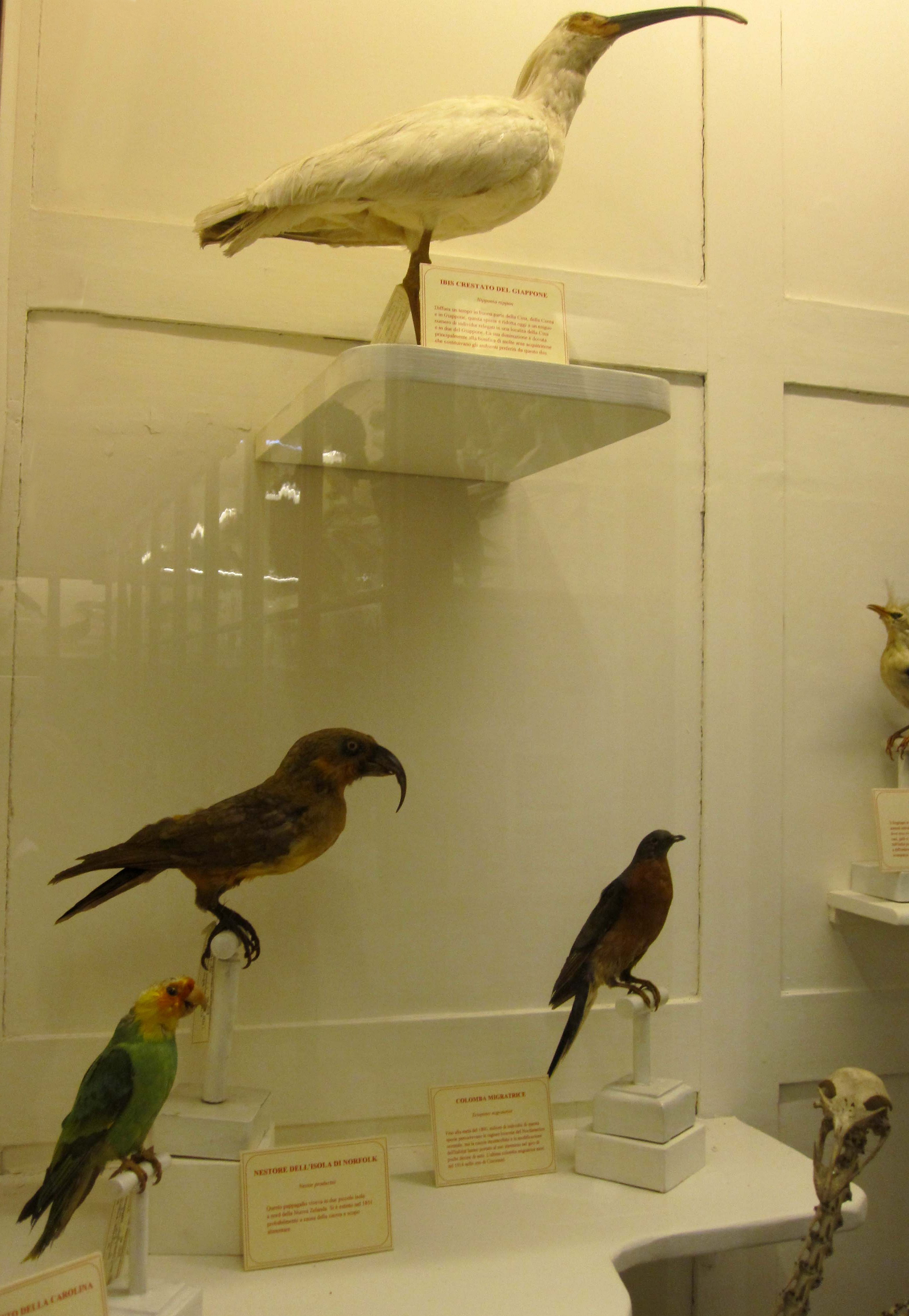
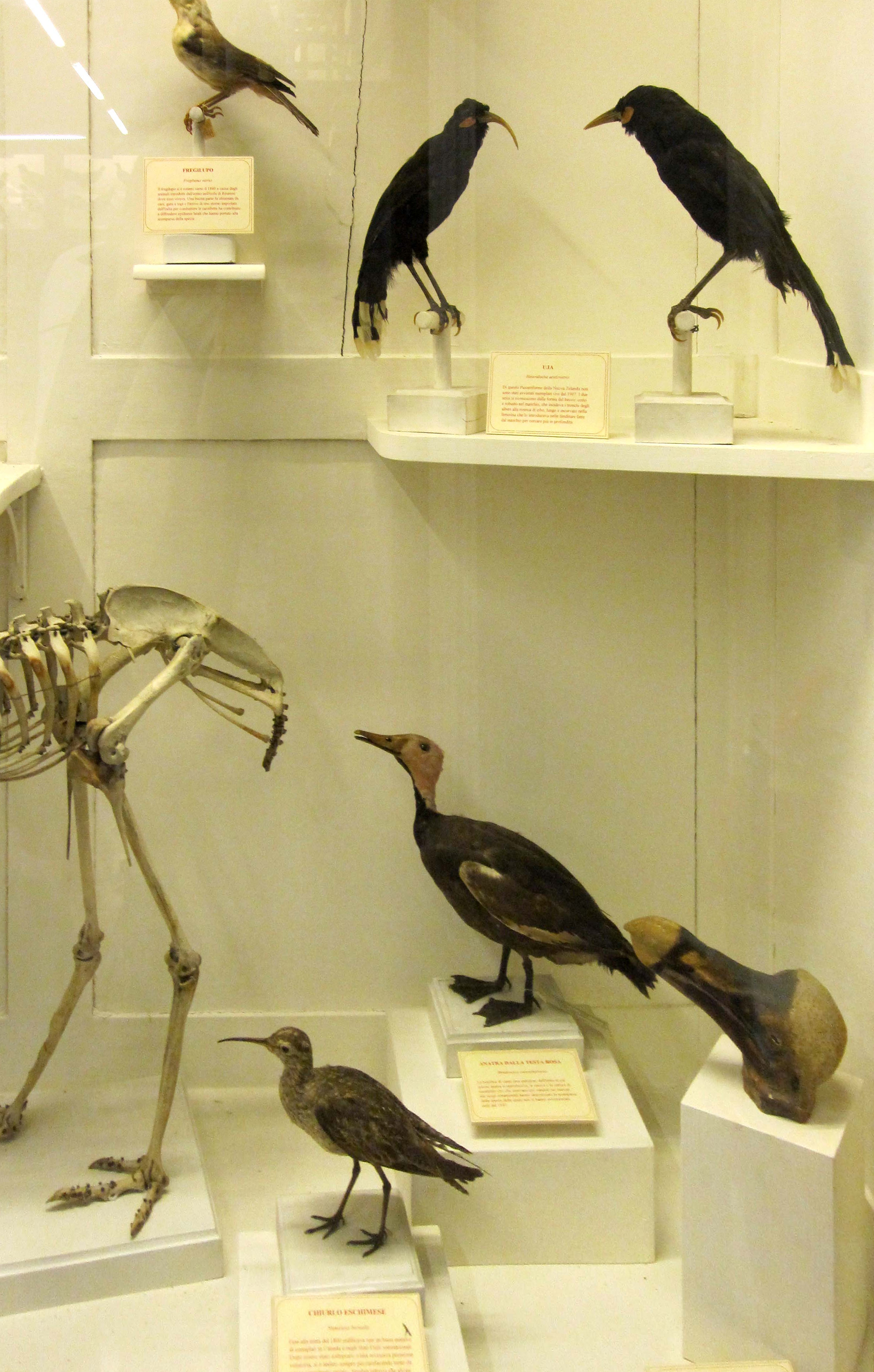
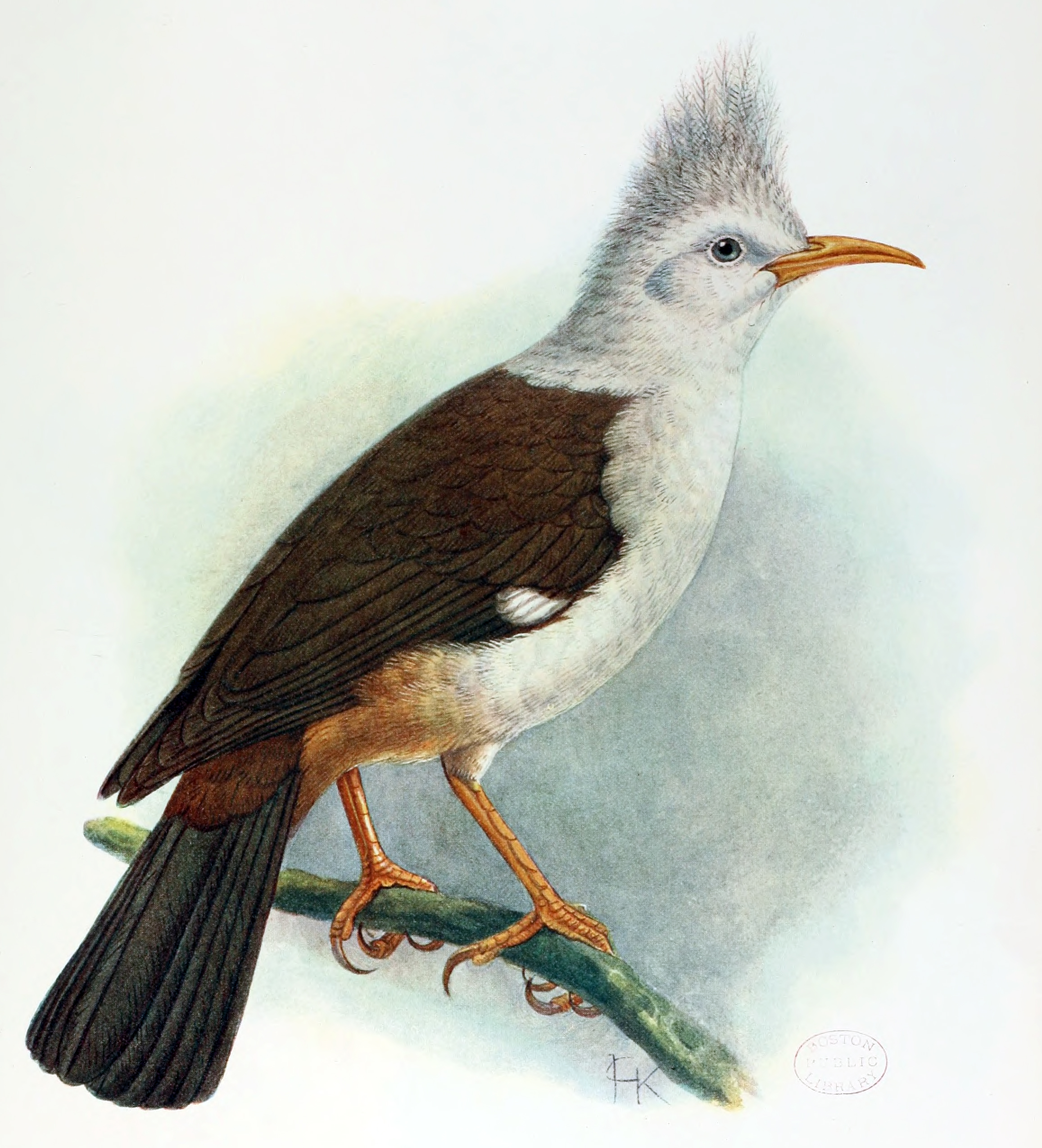